# Burgstall Schatzberg
Der Burgstall Schatzberg bezeichnet eine abgegangene hochmittelalterliche Höhenburg bei 671 m ü. NHN etwa 700 Meter südwestlich von Ziegelstadl, einem Gemeindeteil des Marktes Dießen am Ammersee im Landsberg am Lech in Bayern. Die Anlage wird als Bodendenkmal unter der Aktennummer D-1-8032-0010 als „Burgstall des hohen Mittelalters (‚Schatzberg‘ bzw. ‚Iringsberg‘)“ geführt.

## Beschreibung
Der Burgplatz liegt etwa 250 m nördlich der Schatzbergalm. Die halbsichelförmige Anlage besitzt in der Nord-Süd-Richtung die Ausmaße von etwa 50 m und in Nordwest-Südost-Richtung von 180 m. Der Innerraum ist an beiden Enden des Halbkreises 4 bzw. 7 m von der Umgebung erhöht. Die Anlage liegt größtenteils in einem Wald. 800 m nordnordöstlich befindet sich der Burgstall Schönenberg.